# Record di atletica leggera ai Giochi mondiali universitari
I record di atletica leggera ai Giochi mondiali universitari rappresentano le migliori prestazioni di atletica leggera stabilite nell'ambito dei Giochi mondiali universitari.

## Maschili
Statistiche aggiornate a Chengdu 2021.
| Specialità             | Prestazione        | Atleta                                                             | Nazione                       | Data              | Luogo                      |
| ---------------------- | ------------------ | ------------------------------------------------------------------ | ----------------------------- | ----------------- | -------------------------- |
| 100 m piani            | 9"97 (0,0 m/s)     | Akani Simbine                                                      | Sudafrica                     | 9 luglio 2015     | Gwangju, Corea del Sud     |
| 200 m piani            | 19"72 (+1,8 m/s)   | Pietro Mennea                                                      | Italia                        | 12 settembre 1979 | Città del Messico, Messico |
| 400 m piani            | 44"79              | João Coelho                                                        | Portogallo                    | 3 agosto 2023     | Chengdu, Cina              |
| 400 m piani            | 44"79              | Reece Holder                                                       | Australia                     | 3 agosto 2023     | Chengdu, Cina              |
| 800 m piani            | 1'43"44            | Alberto Juantorena                                                 | Cuba                          | 21 giugno 1977    | Sofia, Bulgaria            |
| 1 500 m piani          | 3'38"43            | Saïd Aouita                                                        | Marocco                       | 1981              | Bucarest, Romania          |
| 5 000 m piani          | 13'35"89           | Hayle İbrahimov                                                    | Azerbaigian                   | 12 luglio 2013    | Kazan', Russia             |
| 10 000 m piani         | 28'15"84           | Stephan Freigang                                                   | Germania                      | 20 luglio 1991    | Sheffield, Regno Unito     |
| Mezza maratona         | 1h03'32"           | Marílson Gomes dos Santos                                          | Brasile                       | 30 agosto 1997    | Catania, Italia            |
| 3 000 m siepi          | 8'20"83            | Halil Akkaş                                                        | Turchia                       | 13 agosto 2007    | Bangkok, Thailandia        |
| 110 m ostacoli         | 13"21 (+0,6 m/s)   | Alejandro Casañas                                                  | Cuba                          | 21 agosto 1977    | Sofia, Bulgaria            |
| 400 m ostacoli         | 48"09              | Alwyn Myburgh                                                      | Sudafrica                     | 31 agosto 2001    | Pechino, Cina              |
| Salto in alto          | 2,41 m             | Igor' Paklin                                                       | Unione Sovietica              | 4 settembre 1985  | Kōbe, Giappone             |
| Salto con l'asta       | 5,80 m             | István Bagyula                                                     | Ungheria                      | 23 settembre 1991 | Sheffield, Regno Unito     |
| Salto in lungo         | 8,46 m (+1,3 m/s)  | Luis Rivera                                                        | Messico                       | 12 luglio 2013    | Kazan', Russia             |
| Salto triplo           | 17,86 m (+1,3 m/s) | Charles Simpkins                                                   | Stati Uniti                   | 16 giugno 1985    | Kōbe, Giappone             |
| Getto del peso         | 21,54 m            | Konrad Bukowiecki                                                  | Polonia                       | 8 luglio 2019     | Napoli, Italia             |
| Lancio del disco       | 69,46 m            | Luis Delís                                                         | Cuba                          | 8 luglio 1983     | Edmonton, Canada           |
| Lancio del martello    | 82,77 m            | Ivan Cichan                                                        | Bielorussia                   | 30 agosto 2003    | Taegu, Corea del Sud       |
| Lancio del giavellotto | 91,36 m            | Cheng Chao-tsun                                                    | Taipei cinese                 | 26 agosto 2017    | Taipei, Taiwan             |
| Decathlon              | 8 380 punti        | Roman Šebrle                                                       | Rep. Ceca                     | 30 agosto 1997    | Catania, Italia            |
| Marcia 20 km           | 1h20'47"           | Andrey Krivov                                                      | Russia                        | 9 luglio 2013     | Kazan', Russia             |
| Staffetta 4×100 m      | 38"42              | Luciano Caravani Giovanni Grazioli Gianfranco Lazzer Pietro Mennea | Italia Squadra nazionale      | 13 settembre 1979 | Città del Messico, Messico |
| Staffetta 4×400 m      | 3'00"40            | Ryan Hayden Leonard Byrd Andre Morris Anthuan Maybank              | Stati Uniti Squadra nazionale | 3 settembre 1995  | Fukuoka, Giappone          |

## Femminili
Statistiche aggiornate a Napoli 2019.
| Specialità             | Prestazione        | Atleta                                                         | Nazione                            | Data              | Luogo                      |
| ---------------------- | ------------------ | -------------------------------------------------------------- | ---------------------------------- | ----------------- | -------------------------- |
| 100 m piani            | 11"00              | Marlies Göhr                                                   | Germania Est                       | 8 settembre 1979  | Città del Messico, Messico |
| 200 m piani            | 21"91              | Marita Koch                                                    | Germania Est                       | 12 settembre 1979 | Città del Messico, Messico |
| 400 m piani            | 49"88              | Ionela Târlea                                                  | Romania                            | 12 luglio 1999    | Palma di Maiorca, Spagna   |
| 800 m piani            | 1'56"88            | Slobodanka Čolović                                             | Jugoslavia                         | 19 luglio 1987    | Zagabria, Jugoslavia       |
| 1 500 m piani          | 4'01"32            | Paula Ivan                                                     | Romania                            | 16 luglio 1987    | Zagabria, Jugoslavia       |
| 5 000 m piani          | 15'28"78           | Jéssica Augusto                                                | Portogallo                         | 13 agosto 2007    | Bangkok, Thailandia        |
| 10 000 m piani         | 31'46"43           | Viorica Ghican                                                 | Romania                            | 29 agosto 1989    | Duisburg, Germania Ovest   |
| Mezza maratona         | 1h11'49"           | Mari Sotani                                                    | Giappone                           | 31 agosto 1997    | Catania, Italia            |
| 3 000 m siepi          | 9'25"77            | Ekaterina Sokolenko                                            | Russia                             | 10 luglio 2015    | Gwangju, Corea del Sud     |
| 100 m ostacoli         | 12"61 (+1,8 m/s)   | Vashti Thomas                                                  | Stati Uniti                        | 11 luglio 2013    | Kazan', Russia             |
| 400 m ostacoli         | 53"95              | Daimí Pernía                                                   | Cuba                               | 10 luglio 1999    | Palma di Maiorca, Spagna   |
| Salto in alto          | 2,01 m             | Silvia Costa                                                   | Cuba                               | 3 settembre 1985  | Kōbe, Giappone             |
| Salto con l'asta       | 4,70 m             | Tat'jana Polnova                                               | Russia                             | 27 agosto 2003    | Taegu, Corea del Sud       |
| Salto in lungo         | 7,04 m             | Irina Valyukevich                                              | Unione Sovietica                   | 4 settembre 1985  | Kōbe, Giappone             |
| Salto triplo           | 14,82 m (-0,2 m/s) | Ekaterina Koneva                                               | Russia                             | 11 luglio 2013    | Kazan', Russia             |
| Getto del peso         | 20,82 m            | Nadežda Čižova                                                 | Unione Sovietica                   | 26 maggio 1973    | Mosca, Unione Sovietica    |
| Lancio del disco       | 67,96 m            | Cvetanka Hristova                                              | Bulgaria                           | 13 agosto 1987    | Zagabria, Jugoslavia       |
| Lancio del martello    | 76,85 m            | Malwina Kopron                                                 | Polonia                            | 26 agosto 2017    | Taipei, Taiwan             |
| Lancio del giavellotto | 69,82 m            | Osleidys Menéndez                                              | Cuba                               | 29 agosto 2001    | Pechino, Cina              |
| Eptathlon              | 6 847 punti        | Larisa Turčinskaja                                             | Unione Sovietica                   | 29 agosto 1989    | Duisburg, Germania Ovest   |
| Marcia 20 km           | 1h28'18"           | Anisja Kirdjapkina                                             | Russia                             | 10 luglio 2015    | Gwangju, Corea del Sud     |
| Staffetta 4×100 m      | 42"40              | Michelle Finn-Burrell Anita Howard LaMonda Miller Esther Jones | Stati Uniti Squadra nazionale      | 30 agosto 1989    | Duisburg, Germania Ovest   |
| Staffetta 4×400 m      | 3'24"97            | Larisa Krylova Lyudmila Borisova Yelena Korban Marija Pinigina | Unione Sovietica Squadra nazionale | 9 luglio 1983     | Edmonton, Canada           |